# نجينا كينياتا
نجينا كينياتا (ولدت في 24 يونيو 1933)، والمعروفة باسم «ماما نجينا»، هي السيدة الأولى السابقة لكينيا. وهي أرملة أول رئيس للبلاد جومو كينياتا (1889–1978)، وهي أيضًا والدة الرئيس أوهورو كينياتا.

## السيرة الشخصية
ولِدت نجينا موهوهو للزعيم موهو وا جاتشا وآن نيكابي موهوهو في نجندا، مقاطعة كيامبو، المقاطعة الوسطى في عام 1933.
تزوجت من جومو كينياتا في عام 1951 وهي زوجته الرابعة. أصبحت فيما بعد معروفة باسم «ماما نجينا (أم الأمة)». وفي عام 1963، وعندما أصبحت كينياتا رئيسًا، أصبحت ماما نجينا كينياتا سيدة كينيا الأولى الفاتنة المستقلة. غالبًا ما رافقت زوجها في الأماكن العام. وأطلق أسمها على بعض الشوارع في نيروبي  ومومباسا وأيضًا على دور للأطفال. وفي عام 1965، أصبحت راعية لحركة المرشدات الكينية.
في السبعينيات، زُعم أنها ومسؤولون حكوميون رفيعو المستوى متورطون في عصابة تهريب العاج التي نقلت أنيابًا إلى خارج البلاد على متن طائرة ركاب حكومية خاصة. وقد استشهدت طبعة مايو 1975 من مجلة نيو ساينتست بأنها واحدة من «ملكات العاج» في كينيا، لكنها أكدت أيضًا على أنهم لا يستطيعون التأكد تمامًا من صحة هذه الادعاءات. ومع ذلك، زعمت مجلة نيو ساينتست أن هناك الآن دليلًا موثقًا على أن فردًا واحدًا على الأقل من العائلة المالكة في كينيا قد شحن أكثر من ستة أطنان من العاج إلى الصين الحمراء.
أصبحت ماما نجينا من كاثوليكية رومانية، وكان معروفًا أنها تحضر القداس الإلهي كل يوم أحد في البعثة الكاثوليكية مع بعض أطفالها. كما أصبحت أيضًا واحدة من أغنى الأفراد في كينيا، حيث امتلكت المزارع والفنادق. وهي تعيش حاليًا حياة هادئة في كينيا كأرملة ثرية.

## العائلة
تزوج الرئيس السابق جومو كينياتا من أربع زوجات: وهن كينياتا؛ وإدنا كلارك؛ وغريس وانجيكو ونجينا كينياتا.  من بين أطفال نجينا كريستينا وامبوي برات؛ ووأهورو كينياتا؛ ووآنا نيكابي موثاما، وموهوهو كينياتا.
في عام 2002، ترشح أوهورو كينياتا لمنصب الرئيس دون جدوى باعتباره الخليفة المفضل للرئيس موي، وهو اليوم الرىيس الرابع لكينيا. يدير موهوهو كينياتا أعمال العائلة الواسعة ولكنه يعيش بعيدًا عن الأضواء العامة. أثناء منفى جومو كينياتا في لودوار ومارالال، بقيت نجينا معه، وكذلك ابنتاهما جين وامبوي. ماما نجينا هي زوجة الأب لأطفال كينياتا الثلاثة الآخرين، اثنان من زوجته الأولى وواحد من الثانية.
المونسنيور جورج موهو - قسيس روماني كاثوليكي في جامعة نيروبي- هو أحد إخوتها.